# Jämtkraft Arena
63°11′41″N 14°39′21″Ø / 63.19472°N 14.65583°Ø
Jämtkraft Arena er en fodbold- og eventsarena i Östersund i Sverige. Den ligger i den nordlige bydel, tæt på Östersunds skistadion og Arctura.
Arenaen består af to opvarmede fodboldbaner med kunstgræs, med tribuner på A-banen. Begge baner er belyst. Til fodboldsæsonen 2013 byggedes en ståpladstribune på den ene kortside. 
Der findes en VIP-restaurant med udsigt over banerne.

## Fodbold

### Foreninger
Östersunds FK (ÖFK), som i 2013 spiller i Superettan og Östersunds DFF (ÖDFF), som spiller i damernes division 1 norra, har Jämtkraft Arena som hjemmearena.

### Publikumsrekord
Arenaens publikumsrekord på 6.028 tilskuere blev sat den 29. juni 2013 da Östersunds FK spillede uafgjort (1-1) mod Hammarby IF i Superettan.

## International fodbold
I 2014 lægger arenaen græs til ConIFA VM i fodbold 2014.

## Events
Foruden sport er arenaen også en eventsarena. Östersunderne har blandt andet kunnet se forestillinger med Rhapsody in Rock og Cirkus Scott.

## Hovedsponsor
Jämtkraft AB er hovedsponsor for arenaen.